# 2008년 시카고 영화 비평가 협회상
제21회 시카고 비평가 협회상은 2008년 12월 18일에 열린 시상식이다.

## 수상 및 후보

### 작품상
- 월-E - 앤드류 스탠튼 수상
- 벤자민 버튼의 시간은 거꾸로 간다 - 데이빗 핀처
- 다크 나이트 - 크리스토퍼 놀란
- 밀크 - 구스 반 산트
- 슬럼독 밀리어네어 - 대니 보일

### 감독상
- 슬럼독 밀리어네어 - 대니 보일 수상
- 벤자민 버튼의 시간은 거꾸로 간다 - 데이빗 핀처
- 다크 나이트 - 크리스토퍼 놀란
- 월-E - 앤드류 스탠튼
- 밀크 - 구스 반 산트

### 남우주연상
- 더 레슬러 - 미키 루크 수상
- 그랜 토리노 - 클린트 이스트우드
- 더 비지터 - 리차드 젠킨스
- 프로스트 VS 닉슨 - 프랭크 란젤라
- 밀크 - 숀 펜

### 여우주연상
- 레이첼, 결혼하다 - 앤 해서웨이 수상
- 해피 고 럭키 - 샐리 호킨스
- 체인질링 - 안젤리나 졸리
- 프로즌 리버 - 멜리사 레오
- 다우트 - 메릴 스트립

### 남우조연상
- 다크 나이트 - 히스 레저 수상
- 트로픽 썬더 - 로버트 다우니 주니어
- 다우트 - 필립 세이모어 호프만
- 레이첼, 결혼하다 - 빌 어윈
- 레볼루셔너리 로드 - 마이클 샤논

### 여우조연상
- 더 리더 - 책 읽어주는 남자 - 케이트 윈슬렛 수상
- 다우트 - 에이미 아담스
- 내 남자의 아내도 좋아 - 페넬로페 크루즈
- 다우트 - 비올라 데이비스
- 레이첼, 결혼하다 - 로즈마리 드윗

### 각본상
- 월-E - 앤드류 스탠튼 수상
- 킬러들의 도시 - 마틴 맥도나
- 밀크 - 더스틴 랜스 블랙
- 레이첼, 결혼하다 - 제니 루메
- 시네도키, 뉴욕 - 찰리 카우프만

### 각색상
- 슬럼독 밀리어네어 - 사이몬 뷰포이 수상
- 벤자민 버튼의 시간은 거꾸로 간다 - 에릭 로스
- 다크 나이트 - 조나단 놀란
- 다우트 - 존 패트릭 샌리
- 프로스트 VS 닉슨 - 피터 모건

### 외국어영화상
- 렛 미 인 - 토마스 알프레드슨 수상
- 밴드 비지트 - 어느 악단의 조용한 방문 - 에란 콜리린
- 체 1부 - 아르헨티나 - 스티븐 소더버그
- 크리스마스 이야기 - 아르노 데스플레샹
- 당신을 오랫동안 사랑했어요 - 필립 클로델

### 애니메이션상
- 월-E - 앤드류 스탠튼 수상
- 볼트 - 바이론 하워드 외 1명
- 쿵푸 팬더 - 마크 오스본 외 1명
- 작은 영웅 데스페로 - 샘 펠 외 1명
- 바시르와 왈츠를 - 아리 폴만

### 음악상
- 월-E - 토머스 뉴먼 수상
- 벤자민 버튼의 시간은 거꾸로 간다 - 알렉상드르 데스플라
- 다크 나이트 - 한스 짐머 외 1명
- 밀크 - 대니 엘프만
- 슬럼독 밀리어네어 - A.R. 라만

### 유망감독상
- 렛 미 인 - 토마스 알프레드슨 수상
- 밸러스트 - 랜스 해머
- 프로즌 리버 - 코트니 헌트
- 킬러들의 도시 - 마틴 맥도나
- 헝거 - 스티브 맥퀸

### 유망연기상
- 슬럼독 밀리어네어 - 데브 파텔 수상
- 사랑이 어떻게 변하니? - 러셀 브랜드
- 더 리더 - 책 읽어주는 남자 - 데이빗 크로스
- 렛 미 인 - 리나 레안데르손
- 오스트레일리아 - 브랜든 월터스